# وليام توماس ستيد
وليام توماس ستيد (بالإنجليزية: W. T. Stead)‏ (5 يوليو 1849 - 15 أبريل 1912) كان صحفي إنجليزي ويعتبر رائدا التحقيقات الصحفية، أصبح شخصية مثيرة للجدل في العصر الفيكتوري.

## روابط خارجية
- وليام توماس ستيد على موقع الموسوعة البريطانية (الإنجليزية)
- وليام توماس ستيد على موقع إن إن دي بي (الإنجليزية)